# Drepananthus deltoideus
Drepananthus deltoideus är en kirimojaväxtart som först beskrevs av Herbert Kenneth Airy Shaw och som fick sitt nu gällande namn av Siddharthan Surveswaran och Richard M.K. Saunders.
Drepananthus deltoideus ingår i släktet Drepananthus och familjen kirimojaväxter. Inga underarter finns listade i Catalogue of Life.